# Palos Blancos (Argentina)
Palos Blancos es una localidad argentina ubicada en el Departamento San Pedro de la Provincia de Jujuy. se encuentra 2 km al sur de Rosario de Río Grande, de la cual depende administrativamente.
Tuvo una escuela fundada en 1936, pero fue cerrada en 1998. La localidad carece de red de cloacas y puesto de salud. El Ingenio Río Grande adquirió las tierras donde se asienta Palos Blancos para cañaverales en 1933, situación que hasta hoy perdura.